# آرثر غريغوري
آرثر غريغوري (7 يوليو 1861 بسيدني في أستراليا - 17 أغسطس 1929) (بالإنجليزية: Arthur Gregory)‏ هو لاعب كريكت أسترالي.

## وصلات خارجية
- آرثر غريغوري على موقع إي آس بي آن كريك إنفو (الإنجليزية)